# Selma Expeditions
Selma Expeditions – polski (od 2006) jacht motorowo-żaglowy typu kecz, zaprojektowany przez francuskiego konstruktora Georga Azueppe-Brennera i zbudowany w 1981 w stoczni CM Merret w Bretanii. Linie teoretyczne kadłuba wykonanego ze stali oparto na liniach jachtu regatowego Kriter. Kapitanem Selmy Expeditions jest Piotr Kuźniar. 

## Budowa jachtu
Selma ma dwa niezależne stanowiska sterowania – jedno w kokpicie, drugie na mostku kapitańskim. Komora przeciwzderzeniowa w dziobie, skrajnik dziobowy i maszynownia odcinane drzwiami wodoszczelnymi, skrajnik rufowy oddzielony grodzią wodoszczelną.
Na Selmie mieszczą się cztery dwuosobowe kajuty dla gości, kajuta rufowa dla stałej załogi, kambuz, mesa i dwie toalety. Niezależna kabina nawigacyjna znajduje się nad komorą silnika.

## Ważniejsze rejsy
- w 2008 Selma dotarła, jako polski jacht, najdalej za południowe koło podbiegunowe, osiągając 70°11' S,
- w 2011 jako jeden z kilku jachtów na świecie Selma eksplorowała wyjątkowo trudne nawigacyjnie i zdradliwe antarktyczne Morze Weddella,
- w 2014 Selma, jako pierwszy polski jacht z polską załogą, wzięła udział w Regatach Sydney-Hobart[1],
- w 2015 (wyprawa „Śladami Ernesta Shackeltona”[2]) Selma  dotarła  – pod żaglami – do południowej ściany lodowej Zatoki Wielorybiej na Antarktydzie (12 lutego), osiągając pozycję 78º43'926 S – ustanawiając żeglarski oraz morski rekord świata w żegludze na Południe[3]. 23 lutego część załogi (druga część została na jachcie) weszła na Erebus, najdalej na południe położony czynny wulkan o wysokości 3794 metrów n.p.m.[4] Kapitan Selma Expeditions, Piotr Kuźniar, otrzymał nagrody żeglarskie „Rejs Roku - Srebrny Sekstant 2015”[5].